# Nuklearna zima
Nuklearna zima je teorija razvijena osamdesetih godina prošlog stoljeća koja je predviđala utjecaj nuklearnog ratovanja na klimu. Teorija je polazila od toga da bi sveopći nuklearni sukob doveo do ogromne količine dima koji bi bio emitiran u troposferu, sloj atmosfere koji se nalazi 10-15 km iznad površine zemlje. Daljnjim zagrijavanjem od sunčevih zraka taj dim podigao bi se još više, te bi u stratosferi ostao godinama i tako onemogućio sunčevim zrakama da zagrijavaju zemljinu površinu, nakon čega bi nastupilo zamračenje i pad temperature što bi bilo pogubno po svjetsku poljoprivredu i uzrokovalo glad milijardi ljudi diljem svijeta.